# قائم (شهر)
قائم  (به عربی: القائم) شهری در استان انبار کشور عراق است که در سرشماری سال ۲۰۰۸ میلادی، ۱۸۰٬۷۰۰ نفر جمعیت داشته است.
القائم اولین شهری بود که داعش در عراق در سال ۲۰۱۴ آنرا تصرف کرده بود و در نهایت نیروهای عراقی در سال ۲۰۱۷ این شهر را از پیکارجویان داعش پس گرفتند.